# The White Crow
The White Crow es una película británica de 2018 escrita por David Hare y dirigida por Ralph Fiennes, es protagonizada por Oleg Ivenko como el bailarín de ballet Rudolf Nuréyev y el bailarín ucraniano Serguéi Polunin como su compañero de habitación Yuri Soloviov. Está inspirada en el libro Rudolf Nureyev: The Life de Julie Kavanagh.
El rodaje se completó en octubre de 2017. Se estrenó en el Festival de Cine de Telluride de 2018. Fue estrenada en cines de Reino Unido el 22 de marzo de 2019 y en Estados Unidos el 26 de abril de 2019.

## Sinopsis
Leningrado, 1961. Rudolf Nuréyev, el bailarín de ballet más grande de todos los tiempos, viaja por primera vez fuera de la Unión Soviética como miembro de la prestigiosa compañía Ballet Kírov. Aunque el KGB sigue de cerca sus pasos y a pesar del gran peligro que conllevaba entonces la deserción, Nuréyev huirá tomando una decisión que podría cambiar el curso de su vida para siempre.

## Reparto
- Oleg Ivenko como Rudolf Nuréyev.
- Adèle Exarchopoulos como Clara Saint.
- Chulpán Jamátova como Xenia Jurgenson.
- Ralph Fiennes como Aleksandr Pushkin.
- Alekséi Morózov como Strizhevski.
- Anastasiya Meskova como Alla Osipenko.
- Dmitri Karanevski como Leonid.
- Nadezhda Márkina como burócrata.
- Kséniya Ryabínkina como Anna Udaltsova.
- Raphaël Personnaz como Pierre Lacotte.
- Olivier Rabourdin como Aléksinski.
- Ravshana Kurkova como Farida Nuréyeva.
- Louis Hofmann como Teja Kremke.
- Serguéi Polunin como Yuri Soloviov.
- Maksimilian Grigóriyev como Rudolf Nuréyev (8 años).
- Zach Avery como Michael Jones.
- Yves Heck como Jagaud-Lachaume.